# Matijowo
Matijowo (ukr. Матійово) – wieś na Ukrainie, w obwodzie zakarpackim, w rejonie berehowskim, w hromadzie Wyłok. Miejscowość etnicznie węgierska.
W 2001 liczyła 1079 mieszkańców, spośród których 360 wskazało jako ojczysty język ukraiński, 1 rosyjski, a 718 węgierski.